# Catherine Hughes
Pour les articles homonymes, voir Hughes.
Catherine Eva Hughes (née Pestell le 24 septembre 1933 et morte le 10 décembre 2014) est une diplomate et administratrice universitaire britannique. Elle est principale du Somerville College d'Oxford de 1989 à 1996. C'est durant son mandat que le collège devient mixte, en 1993 pour les fellows et en 1994 pour les étudiants.

## Biographie
Catherine Pestell naît en 1933 à Eltham, Londres, benjamine des trois enfants d'Edmund Pestell, ingénieur civil et de son épouse d'origine écossaise, Isabelle née Sangster,. Elle passe son enfance à Leeds, dans le Yorkshire de l'Ouest, et fait ses études secondaires à l'école de filles de cette ville, puis elle obtient une bourse en 1952 et fait des études d'histoire moderne au St Hilda's College d'Oxford. Elle suit les cours de Beryl Smalley et de Menna Prestwich et est élue présidente de la Stubbs Society. Elle obtient son diplôme avec une mention bien en 1955.
Elle réussit la même année les concours de la fonction publique et rejoint le corps diplomatique. Les premières femmes n'ont été acceptées qu'en 1946 et, jusqu'en 1973, elles devaient rester célibataires. Sa première affectation est à La Haye, comme troisième secrétaire d'ambassade, en 1958, puis elle est deuxième secrétaire à Bangkok (1961-1964) et membre britannique du groupe de travail permanent de l'Organisation du traité de l'Asie du Sud-Est pendant la Guerre du Viêt Nam. Elle revient à Londres en tant que première secrétaire et cheffe de bureau pour le Vietnam. Elle prend parti contre l'intervention britannique dans la guerre, qu'elle estime incompatible avec le statut de son pays comme co-responsable des conventions de Genève. En 1969, elle est nommée première secrétaire de la délégation britannique à l'OCDE, à Paris. Elle passe une année comme fellow invitée à St Antony's College, à Oxford, puis est nommée à Berlin-Est de 1975 à 1978. Elle travaille au Bureau du Cabinet en 1978-1980, puis est inspectrice des services diplomatiques britanniques, et enfin est en poste à Bonn (1983-1987). Elle est nommée compagnonne dans l'ordre de Saint-Michel et Saint-Georges en 1984. Son dernier poste est celui de sous-secrétaire d'État adjoint au ministère des Affaires étrangères, avec rang d'ambassadrice, en 1987.

## Somerville College
Elle est nommée principale du Somerville College en 1989, en succédant à Daphne Park. En 1991, elle épouse Trevor Hughes, neuropathologiste et directeur par intérim du Green College. Comme les statuts de Somerville ne prévoient pas qu'une femme mariée puisse diriger le collège, elle doit démissionner et elle est réélue deux semaines plus tard. Les hommes, fellows et étudiants, sont finalement admis à Somerville respectivement en 1993 et en 1994, deux ans avant que Catherine Hughes ne prenne sa retraite.
Après sa retraite, Catherine Hughes reste en contact étroit avec Oxford. Elle participe au groupe St Frideswide. En 2014, elle fonde la bourse de voyage Rhabanus Maurus.
Elle meurt le 10 décembre 2014, dans une maison de santé d'Oxford,.
Alice Prochaska, qui lui succède à Somerville, lui rend ainsi hommage :
C'est une période très triste pour tout le Collège. Catherine Hughes était une principale perspicace, efficace et très respectée. Elle était gentille et prévenante envers tous ses collègues, et très soucieuse du développement intellectuel et du bien-être des étudiants. La merveilleuse générosité de Catherine et Trevor Hughes, envers les étudiants et boursiers du collège est très appréciable. Nous nous souvenons surtout d'une principale très aimée et très distinguée, qui tenait Somerville contre son cœur.